# Mutasarrifato di Monte Libano
Il Mutasarrifato del Monte Libano (in turco: Cebel-i Lübnan Mutasarrifligi), fu un vilayet dell'Impero ottomano, nell'area dell'attuale Libano.

## Storia

### Sfondo storico
Dal momento che ebbe inizio il declino dell'Impero ottomano, la sua struttura amministrativa si trovò sotto continue pressioni. Dopo continue richieste e lotte tra maroniti e drusi, i rappresentanti delle potenze europee proposero al sultano Abdul Mejid I di suddividere il Libano in una parte da assegnare ai cristiani e l'altra ai drusi. La Sublime Porta alla fine dovette rinunciare al proprio progetto di governo diretto sul Libano e il 7 dicembre 1842 il sultano adottò la proposta del principe Metternich e chiese ad Assad Pascià, governatore (valì) di Beirut, di dividere Monte Libano in due distretti: uno a nord da assegnare a un caimacam cristiano e quello a sud da assegnare a un caimacam druso, entrambi scelti tra i capi delle tribù locali. Entrambi gli ufficiali avrebbero dovuto rapportarsi col governatore di Sidone, che risiedeva a Beirut.

### I conflitti del 1860
Il 22 maggio 1860 un piccolo gruppo di maroniti aprì il fuoco contro un gruppo di drusi che stava entrando a Beirut, uccidendone uno e ferendone due. Questo fatto aprì una valanga di violenze che attraversarono in breve tempo tutto il Libano. In soli tre giorni, dal 29 al 31 maggio del 1860, 60 villaggi nelle vicinanze di Beirut vennero distrutti. Trentatré cristiani e quarantotto drusi vennero uccisi. Da giugno i disturbi si diffusero anche nel Libano meridionale e presso Saida, Hasbaya, Rashaya, Dayr al-Qamar e Zahlé. I contadini drusi posero assedio ai monasteri cattolici e alle missioni locali, bruciandoli e uccidendone i monaci. L'intervento francese in difesa della locale popolazione cristiana e quello inglese in difesa dei drusi, avvennero dopo l'uccisione di 10 000 cristiani in quel solo anno.

### La creazione del Mutasarrifato

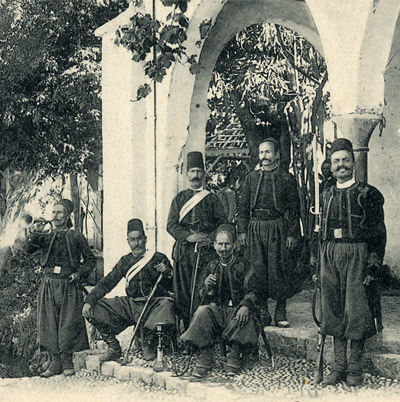
Soldati libanesi durante il periodo del Mutasarrifato del Monte Libano

Il 5 settembre 1860, una commissione internazionale composta da Francia, Regno Unito, Austria, Prussia, Russia e Impero ottomano si incontrò per investigare le cause degli eventi del 1860 e venne introdotto in Libano di comune accordo un nuovo sistema amministrativo e giudiziario che avrebbe evitato futuri conflitti. I membri della commissione si accordarono per dividere l'area di Monte Libano nel 1843 tra drusi e cristiani. Sulla base dello statuto del 1861 l'area di Monte Libano venne separata dalla Siria e riunita in due parti distinte ciascuna sotto il governo di un Mutasarrif (governatore), cristiano ma non libanese, nominato dal sultano ottomano, con l'approvazione delle potenze europee. Il Mutasarrif era assistito da un consiglio amministrativo di dodici membri di varie comunità religiose del Libano. Ciascuno dei sei gruppi religiosi abitanti il Libano (maroniti, drusi, sunniti, sciiti, greci ortodossi e melchiti) eleggeva due membri nel consiglio.
Questo sistema di Mutasarrifato sopravvisse sino al 1918.

## IMutasarrif
Otto furono i Mutasarrif a essere nominati secondo l'accordo del 1861. Essi furono:
- Dawud Pascià 1861-1868
- Franko Pascià 1868-1873
- Rustum Pascià 1873-1883
- Wassa Pascià 1883-1892
- Na'um Pascià 1892-1902
- Muzaffar Pascià 1902-1907
- Yusuf Pascià 1907-1912
- Johannes Pascià (Ohannes Pascià Kuyumdjian) 1912-1915

Quando la prima guerra mondiale scoppiò nel 1914, Cemal Pascià occupò militarmente il Monte Libano e revocò il sistema del Mutasarrifato. Egli nominò degli altri Mutasarrif contrari al regolamento di base. Questi ultimi governatori furono: Ali Munif Bey, Isma'il Bey e Mumtaz Bey.